# 克斯·弗凯尔克
克斯·弗凯尔克（荷蘭語：Kees Verkerk，1942年10月28日—），荷兰男子速度滑冰运动员。他曾代表荷兰参加1964年、1968年和1972年三届冬季奥运会速度滑冰比赛，共获得1枚金牌和3枚银牌。